# Naučení pro Kagemniho
Naučení pro Kagemniho je staroegyptské literární dílo z žánru Knih moudrých rad do života. Z textu se do současné doby dochoval jen jeho konec, proto není známo jméno jeho autora uváděné zpravidla na začátku, ale jen osoba, jíž mělo být určeno – autorův syn a stejně jako pisatel textu pozdější vezír Kagemni. Ze jmen panovníků Huneje a Snofrua z konce 3. a začátku 4. dynastie, která jsou v textu uvedena, badatelé usuzují, že naučení vzniklo někdy kolem roku 2570 př. n. l., nicméně vezír Kagemni žijící za Snofruova života není doložen; naučení však rozhodně pochází ještě ze Staré říše. Podobně jako tomu je u Hardžedefova naučení, je možné, že Kagemnimu jako příjemci bylo připsáno pro věhlas, který už ve Staré říši provázel historicky známého nositele tohoto jména Kagemniho – významného hodnostáře doby krále Tetiho z počátku 6. dynastie, aby se tak zvýšila prestiž textu.
Text je znám v jediném exempláři zaznamenaném na papyru Prisseho z doby počátku Střední říše, kde po něm následuje úplný text Ptahhotepova naučení. Někteří badatelé připouštějí, že autorem Naučení pro Kagemniho by mohl být mudrc Kaires, jehož jméno je vedle jména Ptahhotepa vzponemuto ve skladbě Chvála mudrců a knih na papyru Chestera Beattyho IV.

## Obsah
Autor zdůrazňuje, že úspěch, přízeň krále a úctu druhých si zaslouží jen ten, kdo je „bojácný a mlčenlivý“ (řádky 1 a 3), tedy respektující autoritu a společenský řád; naopak už „se brousí nože na toho, kdo vybočuje z cesty – pomalu, ale přece“ (řádek 6). Varuje před chvástavostí a před nadužíváním postavení, jehož člověk dosáhl: je třeba se vždy chovat vybraně a být přívětivý ke slabému.
Značná část dochovaného textu je věnována správnému chování u stolu a pravidlům stolování, kde odsuzuje chtivost a požitkářství, tyto rady však je nepochybně třeba zařadit do obecnějších souvislostí. Přejídání se a „vrhání se na maso, které je poblíž nenasyty“ (řádek 24) není nevhodné jen samo o sobě, ale snad proto, že to škodí zdraví a hlavně ukazuje, že se dotyčný nekontroluje, a chamtivost je nejen „neslušná“, ale především poškozuje společenské vztahy.
Z kontextu a z charakteru žánru, k němuž dílo patří, je zřejmé, že podle mínění autora naučení není třeba autoritu úřadu a postavení, které jednou Kagemni zaujme, jakkoli násilně zdůrazňovat – projevuje se přirozeně jako důsledek řádného jednání v souladu s maat.

## Ukázka textu
Ukázka textu (řádek 32–38):
| „ | Proslav své jméno a sám ovšem mlč. Jestliže budeš povolán (do vysokého úřadu), nechlub se mezi vrstevníky svou mocí. Střez se vzdoru: člověk neví, co se může stát a co učiní bůh, až bude trestat. | “ |

### České editace textu
- BRUNNER, Hellmut. Moudré knihy starých Egypťanů : naučení o životě. Překlad Rudolf Řežábek. Liberec: Dialog, 2007. 344 s. ISBN 978-80-86761-77-0. S. 104–106. (Překlad Břetislava Vachaly)
- LEXA, František. Obecné mravní nauky staroegyptské II. Praha: Filosofická fakulta university Karlovy, 1928. 134 s. S. 47–49.
- VACHALA, Břetislav. Moudrost starého Egypta. Praha: Knižní podnikatelský klub, 1992. 175 s. ISBN 80-85267-28-4. S. 30–31.